# Ferdinand Schulthess
Ferdinand Paul Schulthess, född 29 januari 1847 i Paris, död 18 januari 1915 i Stockholm, var en schweizisk-svensk lexikograf. 
Schulthess var student i Lausanne och Zürich 1864-68, lärare i Moskva 1868-72 och kom efter sitt gifte 1872 med Anna Margareta Alströmer (23 april 1838 - 1 augusti 1917) att slå sig ned i Sverige. Han var lärare i franska språket i Uppsala 1873-80 samt vid Krigshögskolan 1878-1912 och vid Artilleri- och ingenjörhögskolan 1896-1908. Han var också kronprins Gustafs och prins Eugens lärare i franska. Han var 1892 föreståndare för Svenska Pressbyrån och 1893-97 direktör för Svenska Telegrambyrån. 
Schulthess utgav, förutom flera franska undervisningsböcker, Svensk-fransk ordbok för militärer och teknologer (andra upplagan 1880), Svensk-fransk ordbok (1885; flera upplagor; Skolupplaga 1886, andra upplagan 1901), Biblisk konkordans. I. Nya Testamentet (sju häften, 1889-90), Fransk-svensk ordbok. Skolupplaga (1891; flera upplagor), Contes et récits de différents auteurs avec notes explicatives (1-3, 1891), Fransk-svensk fickordbok (1894). 
Schulthess hyste varmt intresse för religiösa och filantropiska strävanden. Han var ivrig nykterhetsvän, utgav nykterhetsskrifter och bildade inom Templarorden ett bibliotek på omkring 25 000 band. Han var en av grundläggarna av svenska avdelningen av Kristliga föreningen av unga män och medlem av Svenska Missionsförbundet.